# 吴德星
吴德星（1952年—），山东无棣人，汉族，中华人民共和国政治人物、第十一届全国人民代表大会山东地区代表。
毕业于青岛海洋大学海洋环境学院物理海洋专业，是中共党员。2005年到2014年担任中国海洋大学校长。2008年起担任全国人大代表。